# L'Exécuteur (film, 1970)
Pour les articles homonymes, voir L'Exécuteur.
Pour plus de détails, voir Fiche technique et Distribution.
L'Exécuteur (titre original : The Executioner) est un film britannique réalisé par Sam Wanamaker et sorti en 1970.

## Synopsis
John Shay, agent britannique du Secret Intelligence Service, soupçonne qu'une faille dans la sécurité est à l'origine de l'échec d'opérations britanniques menées à Vienne. Il persuade sa petite amie Polly, secrétaire au siège de l'Intelligence Service, de lui faciliter l'accès aux fichiers secrets. Les informations qu'il découvre l'amènent à suspecter l'agent Adam Booth (avec la femme duquel, Sarah, il a eu une liaison) d'être un agent double de l'Union soviétique. Quand Shay fait part de ses soupçons à ses supérieurs, ceux-ci réfutent ce qu'ils pensent être des accusations sans fondement et le suspendent de ses fonctions. Shay n'en continue pas moins d'enquêter. Parti à Istanbul afin de recueillir d'autres preuves à charge contre Booth, il est victime d'une tentative d'assassinat. Les informations accablantes qui lui sont communiquées par le scientifique britannique Philip Crawford le poussent à exécuter Booth et il trouve dans l'une de ses poches un billet d'avion pour Athènes. Shay prend l'identité de Booth et s'embarque pour Athènes en compagnie de Sarah. En Grèce, ils sont capturés par des agents soviétiques pour servir de monnaie d'échange contre Philip Crawford. Le couple est délivré par un agent de la CIA, le colonel Scott, qui leur révèle que Booth était effectivement un agent double, mais au service des Britanniques pour transmettre de fausses informations aux Soviétiques.

## Fiche technique
- Titre : L'Exécuteur
- Titre original : The Executioner
- Réalisation : Sam Wanamaker
- Scénario : Jack Pulman d'après une histoire de Gordon McDonell
- Musique : Ron Goodwin
- Photographie : Denys N. Coop
- Son : Iain Bruce
- Montage : Roy Watts
- Direction artistique : Edward Marshall
- Décors : Edward Marshall
- Costumes : Yvonne Caffin
- Pays d'origine :  Royaume-Uni
- Tournage : 
  - Langue : anglais
  - Extérieurs : Londres (Royaume-Uni), Athènes, Corfou (Grèce)
- Producteur : Charles H. Schneer
- Société de production : Ameran Films
- Société de distribution : Columbia Pictures
- Format : couleur — 35 mm — 2.35:1 Panavision — monophonique (Westrex Recording System)
- Genre : film d'espionnage
- Durée : 107 minutes
- Date de sortie : 
  - Finlande : 1er mai 1970

## Distribution
- George Peppard (VF : Jean-Claude Michel) : John Shay
- Joan Collins (VF : Nadine Alari) : Sarah Booth
- Judy Geeson : Polly Bendel
- Oskar Homolka (VF : Nicolas Youmatoff) : Racovsky
- Charles Gray (VF : Yves Brainville) : Vaughan Jones
- Nigel Patrick (VF : Claude Dasset) : le colonel Scott
- Keith Michell (VF : Jacques Thébault) : Adam Booth
- George Baker (VF : Jean-Louis Jemma) : Philip Crawford
- Alexander Scourby (VF : Jean-Paul Moulinot) : le professeur Parker
- Steve Plytas (VF : Howard Vernon) : l'inspecteur de Police à Vienne
- Peter Bull (VF : Jacques Mancier) : M. Butterfield
- Ernest Clark (VF : Jean Berger) : Roper
- Peter Dyneley : le colonel Balkov